# Campe
Campe (Kampe) – strażniczka w Tartarze. Wyglądała jak długi wąż z ludzką głową i rękoma, na plecach miała gigantycznego skorpiona. W ręce trzymała długą włócznię. W niektórych wersjach miała zamiast skorpiona skrzydła nietoperza.
Osoby, które pilnowała w Tartarze Campe
- Kronos – tytan (Jeszcze przed darowaniem mu Pól Elizejskich)
- Giganci – synowie Tartaru i Gai
- Uranos – prastary bóg nieba
- Hekatochejrowie – synowie Uranosa i Gai (za panowania Kronosa)
- Cyklopi – synowie Uranosa i Gai (za panowania Kronosa)